# Kirche Wanderup

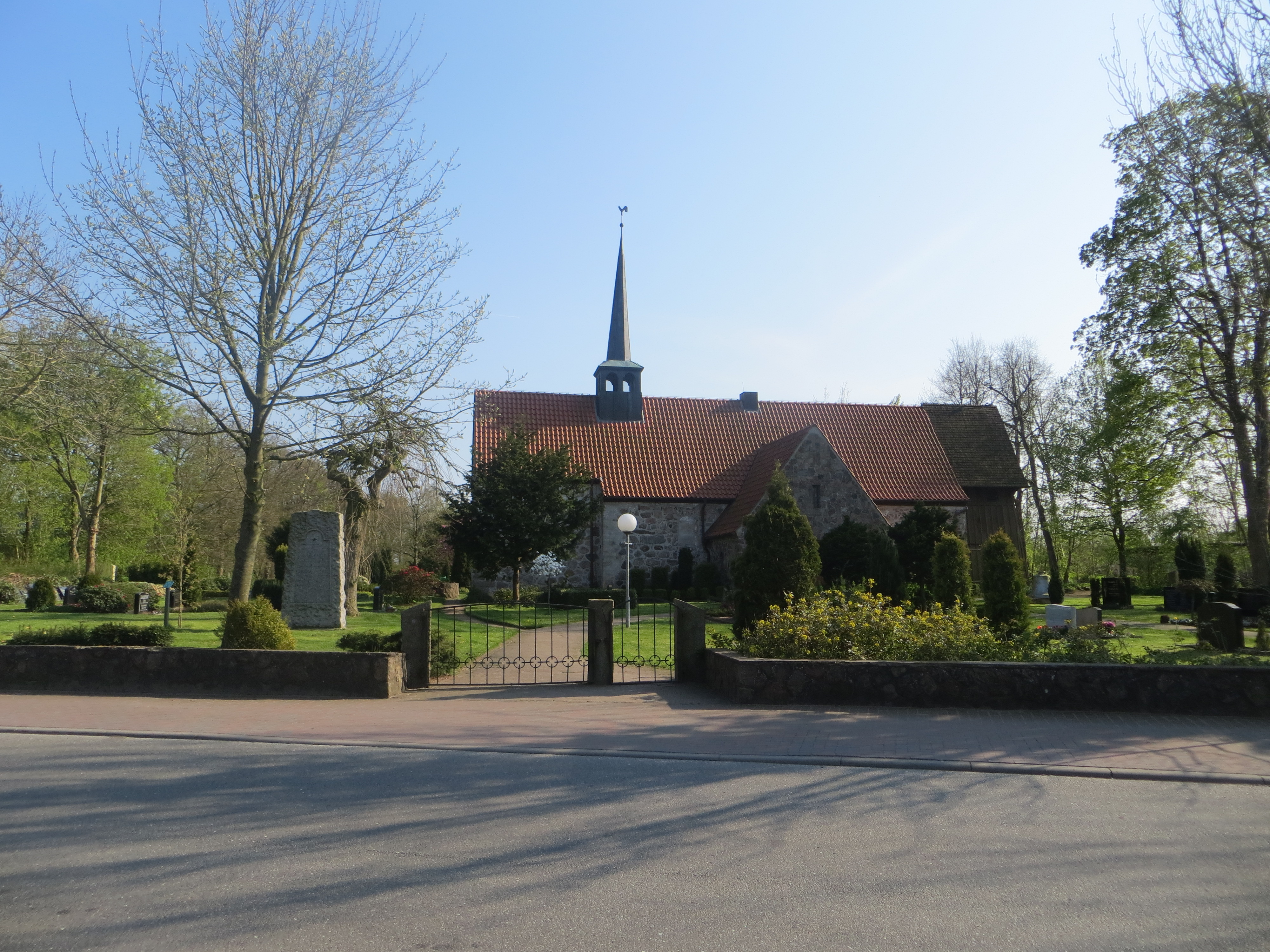
Kirche Wanderup, 2014

Die Kirche Wanderup ist eine evangelisch-lutherische Kirche in Wanderup. Der Kirchenbau ist ein Kulturdenkmal Wanderups. Teile der Kirchenausstattung sowie des umliegenden Kirchhofes wurden mit als Kulturdenkmal eingetragen.

## Geschichte
Die romanische Feldsteinkirche wurde vermutlich schon im 12. Jahrhundert errichtet. Ursprünglich bestand die Wanderuper Kirche aus einem viereckigen Chor und einem kurzen Kirchenschiff. In jeder der drei Chormauern befand sich ein Fenster. Zwei Fenster nach Süden und zwei nach Norden befanden sich im Kirchenschiff. Nach Norden befand sich auch das Eingangsportal, mit einer Rundbogenblende und einem bildlosen Tympanon. Bei Angriffen sollte die so gestaltete Kirche möglicherweise auch als Zufluchtsort dienen und Schutz bieten.
Mitte des 18. Jahrhunderts war die Bevölkerung Wanderups und seiner Umgebung auf 300 Menschen angewachsen. Das zu klein gewordene Kirchenschiff wurde vom Eingangsportal an nach Westen hin erweitert. 1754 zerstörte ein Blitz den auf der Kirche aufgesetzten Glockenturm. Nach zahlreichen Briefen an den dänischen König und die Regierung in Kopenhagen wurden der armen Wanderuper Gemeinde Gelder für die notwendige Kirchenreparatur und zum Umgießen der durch den Blitz zerstörten Glocke genehmigt. Die Gelder für einen Glockenturm mussten jedoch von der Gemeinde selbst zusammengebracht werden. Bald darauf wurde der Kirche auf der Westseite der hölzerne Glockenstapel beigefügt. Hier hängen drei Glocken (b′, des″, es″), die 1965 von der Glocken- und Kunstgießerei Rincker der hessischen Gemeinde Sinn gegossen wurden. In den 1920er Jahren wurden neue, große Fenster auf der Südseite der Kirche eingebaut. Im Jahr 1925 wurde dem Eingangsportal die Vorhalle hinzugefügt. Außerdem erhielt die Kirche im selben Jahr einen neuen Dachreiter.
Die Kirche wurde in neuerer Zeit aus geschichtlichen, künstlerischen, städtebaulichen Gründen, und weil sie die Kulturlandschaft prägend ist, unter Denkmalschutz gestellt. Zudem wurden die Kirchenausstattung, der Kirchhof sowie die Grabmale bis 1870, die Kirchhofsmauer und die Kirchhofpforte unter Denkmalschutz gestellt.

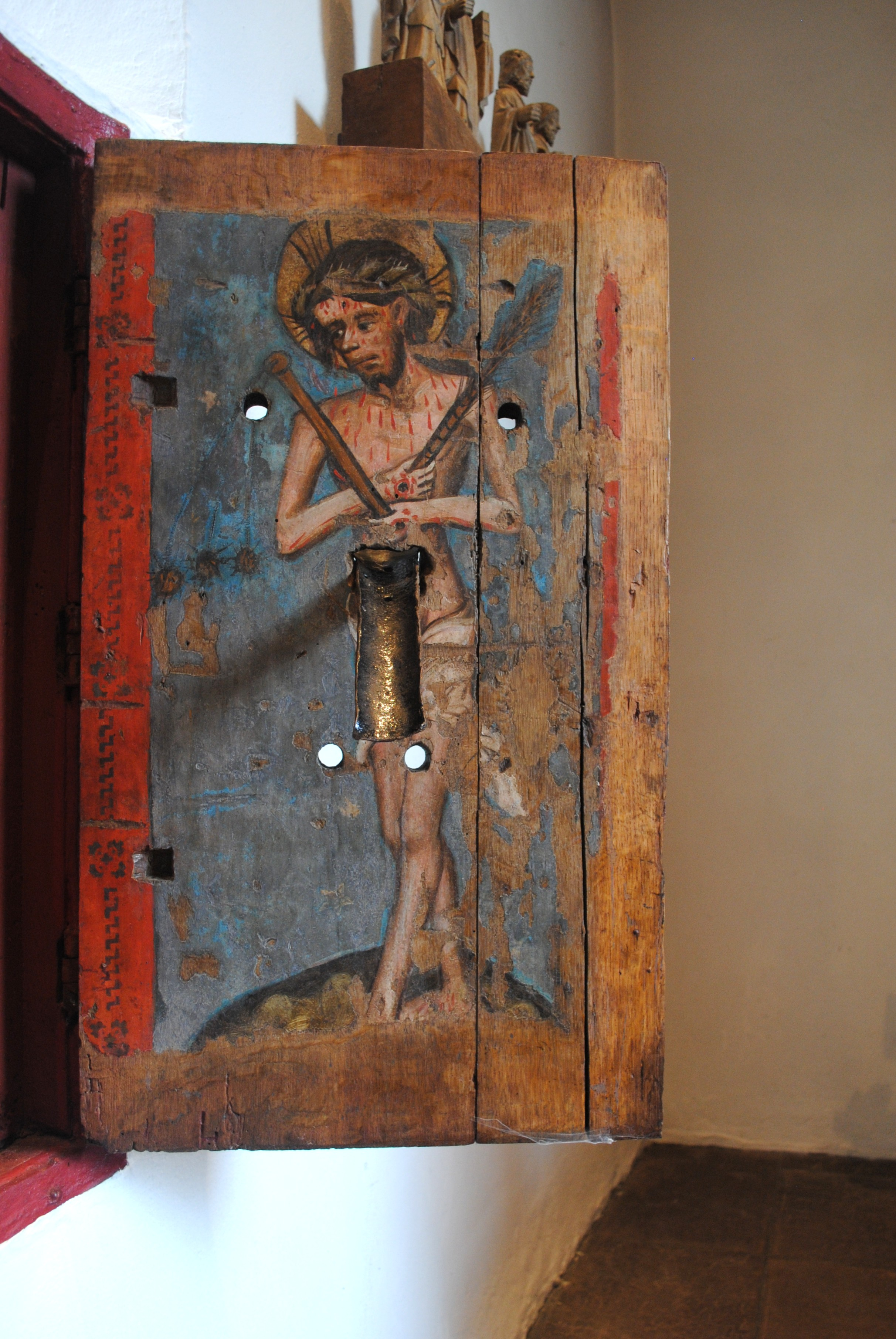
Sakramentschrein

## Ausstattung
Sakramentschrein: Eine Besonderheit der Kirchenausstattung stellt noch heute ein ehemaliger Sakramentenschrein dar, der wohl direkt nach der Reformation in einen Opferstock umgebaut wurde. Er stammt aus der Spätgotik und befindet sich an der Chornordwand. Kirchenbesucher konnten in früherer Zeit durch ein in die Tür gebohrtes Loch, das einen übergroßen Löffel als Geldrutsche enthält, Geld spenden. Das Geld rutschte in den Schrank und wurde zu Weihnachten an die Armen im Dorf verteilt. Das stark zerstörte Gemälde des Schmerzensmannes aus dem 15. Jahrhundert ist seit 2009 nach einer Restaurierung wieder ansehnlich geworden. Der „Armenlöffel“ ist auch wieder aktiv und wird von den Besuchern der Kirche rege genutzt.

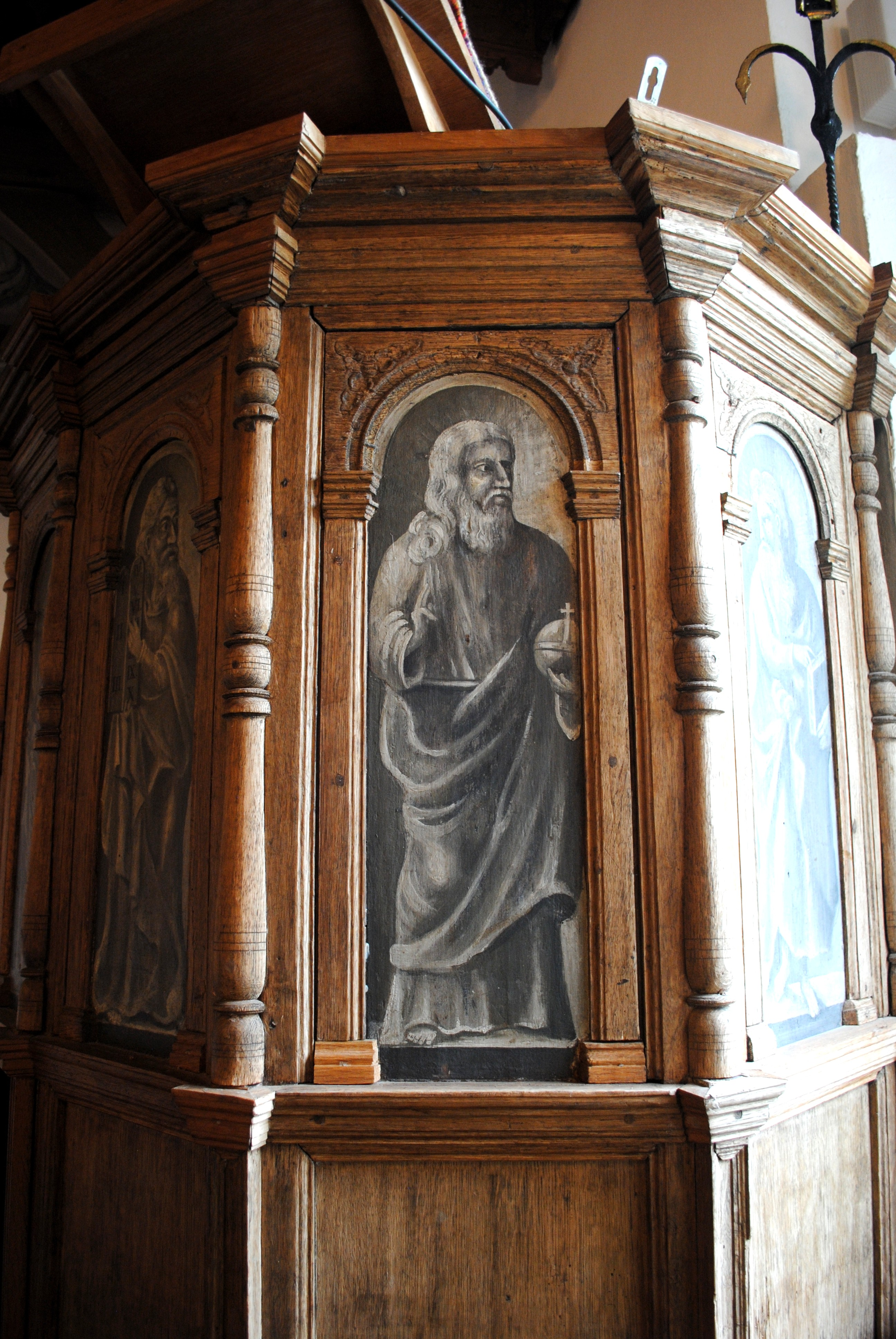
Kanzelkorb

Kanzel: Die Kanzel besteht aus einem vierseitigen Renaissance-Korb mit Kandelabersäulchen und Grisaillemalereien von 1707. Die Gemälde wurden in späterer Zeit überstrichen. 1908 wurde nach einer Renovierung die alte Bemalung aufgedeckt, 1949 aufgefrischt und goldfarbig abgesetzt. Bei den Malereien handelt es sich um Moses, Gottvater und zwei Apostel. Die letzte Restaurierung erfolgte 1967/68 durch C.Fey - Talmühlen.

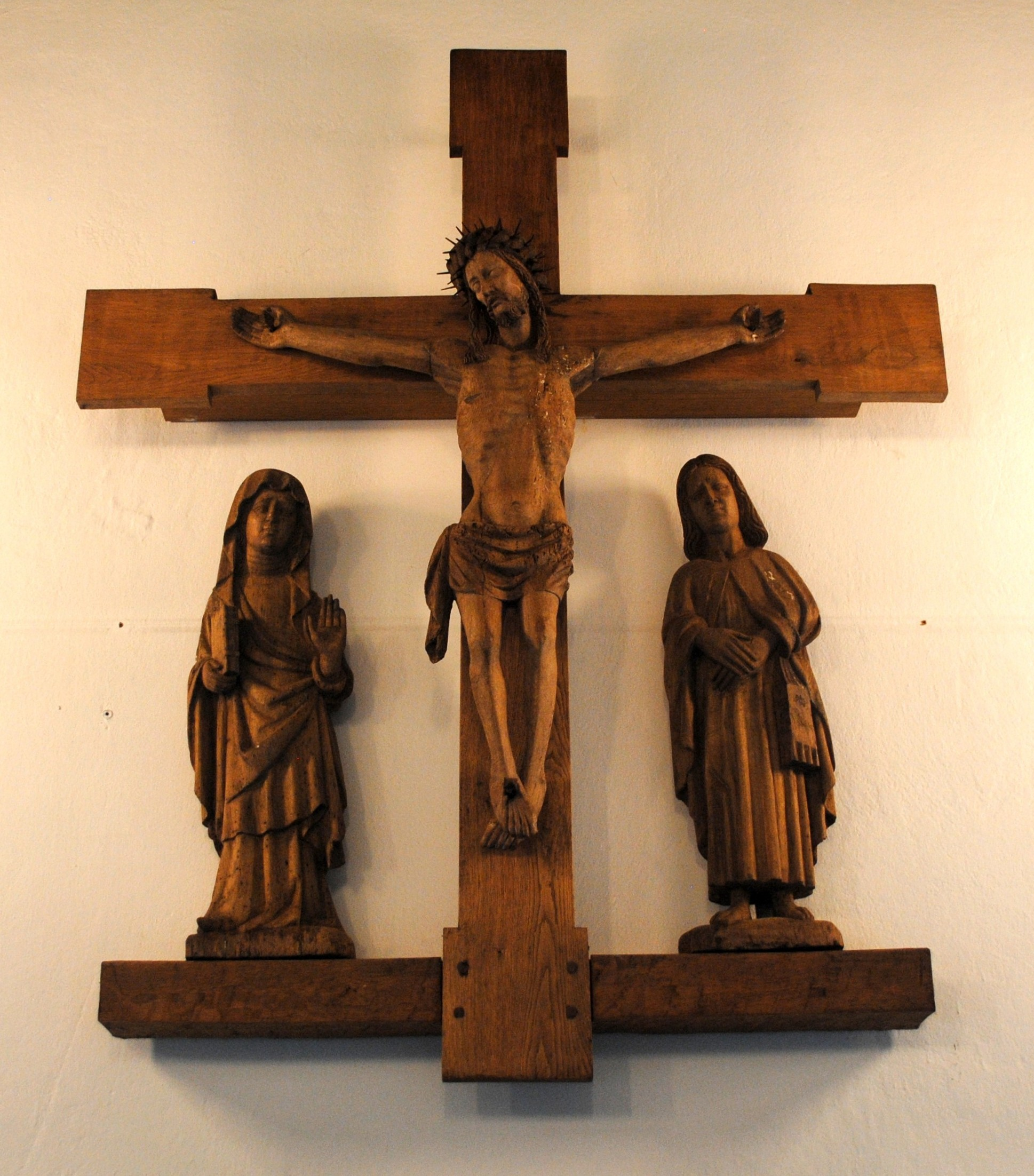
Triumphkreuz aus dem 15. Jahrh.

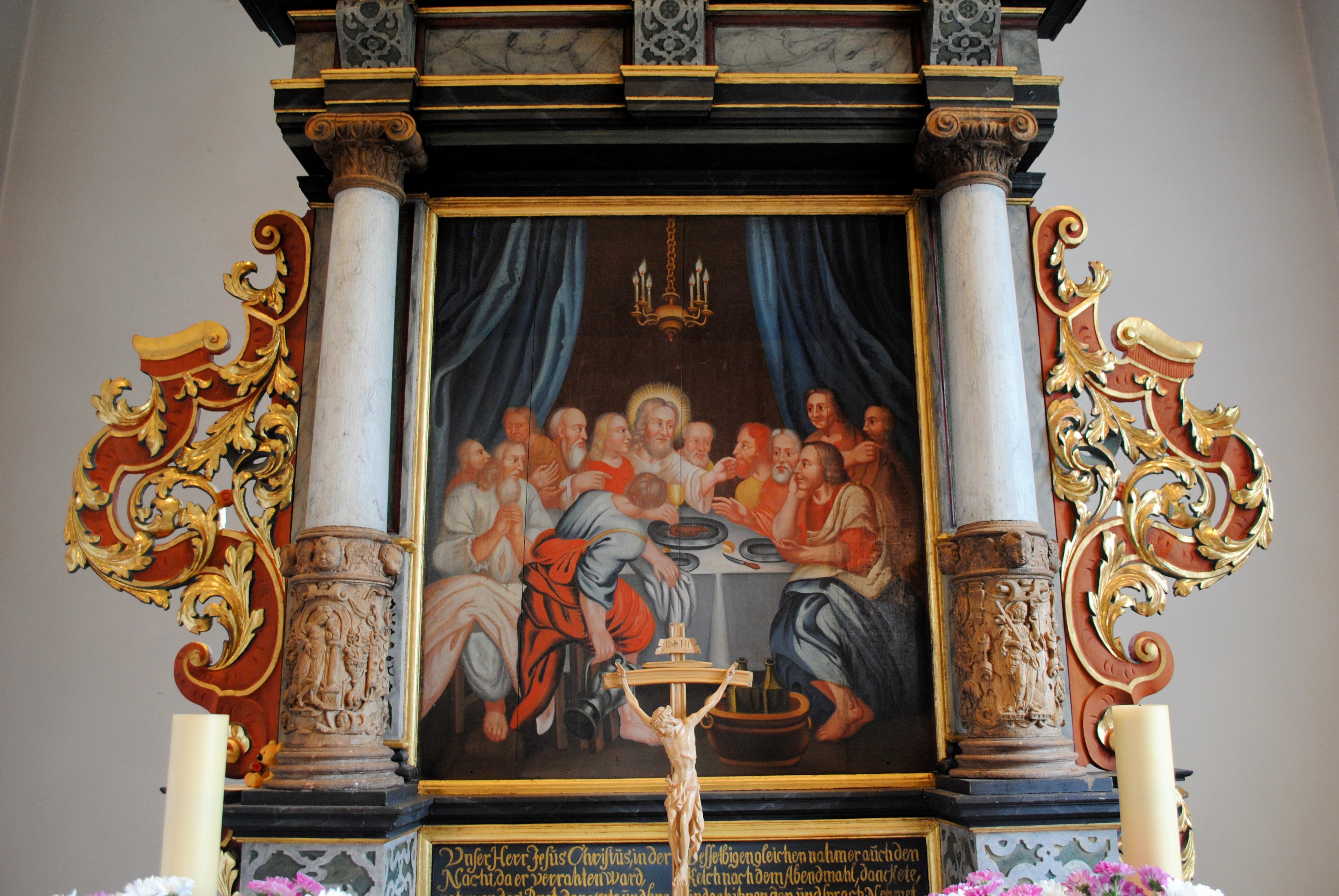
Altargemälde

Schalldeckel: Ein sechsseitiger Schalldeckel aus dem Jahr 1640 hat eine Besonderheit: Die Unterseite ist in Viertelfelder geteilt und durch Beschlagwerk getrennt. Zwei Felder sind kerbschnittartig geschuppt, die anderen Flächen sind leer und unvollendet.
Triumphkreuzgruppe: Die Triumphkreuzgruppe aus der 1. Hälfte des 15. Jh. hat seinen Platz an der Südwand des Kirchenschiffes. Christus hängt an einem einfachen Brettkreuz. Maria und Johannes sind ebenso aus Eiche geschnitzt wie der Gekreuzigte. Anstatt eines bisherigen Stichbogens ist die Kreuzgruppe seit 1968 an einem neuen Balken an der Grenze zum Chor aufgehängt.
Malereien: An der Nordwand der Schiffes hängen sieben Bilder mit Themen der Leidensstationen Christi. Sie sind zu einem Fries zusammengefügt und wirken mit ihrer pathetisch-sentimentalen Art wie Fremdlinge. Sie stammen aus dem Anfang des 20. Jh. In die Kirche eingefügt wurden sie zum Ende der 1960er Jahre.
Altar: Der Altar besteht aus einer Säulenädikula mit Mittelbild, kleinem gesprengtem Dreiecksgiebel und geschnitzten Anschwüngen. Die vorspringenden Säulensockel sind mit Beschlagwerk belegt. Links ist Patientia und rechts Fides eingearbeitet. Im Mittelfeld befindet sich das Bild des Abendmahls in einer plumpen Malweise. Kronleuchter und Vorhänge geben dem Bild eine feierliche Wirkung. Über den Ionischen Kapitellen zeigt sich ein durchlaufendes Gebälk, auf dem sich das Gesprenge mit einem schlichten Kreuz zeigt. Die Ädikula ist vom Anfang des 16. Jh. Anschwünge, Vasen und wohl auch der Giebel wurden 1783 hinzugefügt, 1908 eine farbige Neufassung, vorher grau.
Apostelgruppe: Aus einem gotischen Altar stammen zwölf aus Eiche geschnitzte Apostelfiguren. In ihren schönen faltigen Gewändern tragen sie in ihren Händen Attribute. Fehlstellen an den Armen. Heute stehen sie auf einem Balken an der Chornordwand. Eine weiße Bemalung wurde 1949 entfernt und in der darunter liegenden barocken Fassung neu hergestellt. Diese Übermalungen wurden Ende der 1960er Jahre komplett entfernt und sie zeigen sich heute in ihrem natürlichen Holzcharakter.
Altarleuchter: Auf der Mensa befindet sich ein Altarleuchter-Paar aus Gelbguss. Es stammt aus dem Jahr 1647 und hat eine Höhe von 34 cm. Der Fuß ruht je auf drei kleinen Kugeln. Am Schaft ist eine herzförmige Kartusche aufgearbeitet, in der die Jahreszahl mit dem Namen des Stifters, Matias Johannsen, erhalten ist.